# レディ・マーガレット・ホール (オックスフォード大学)

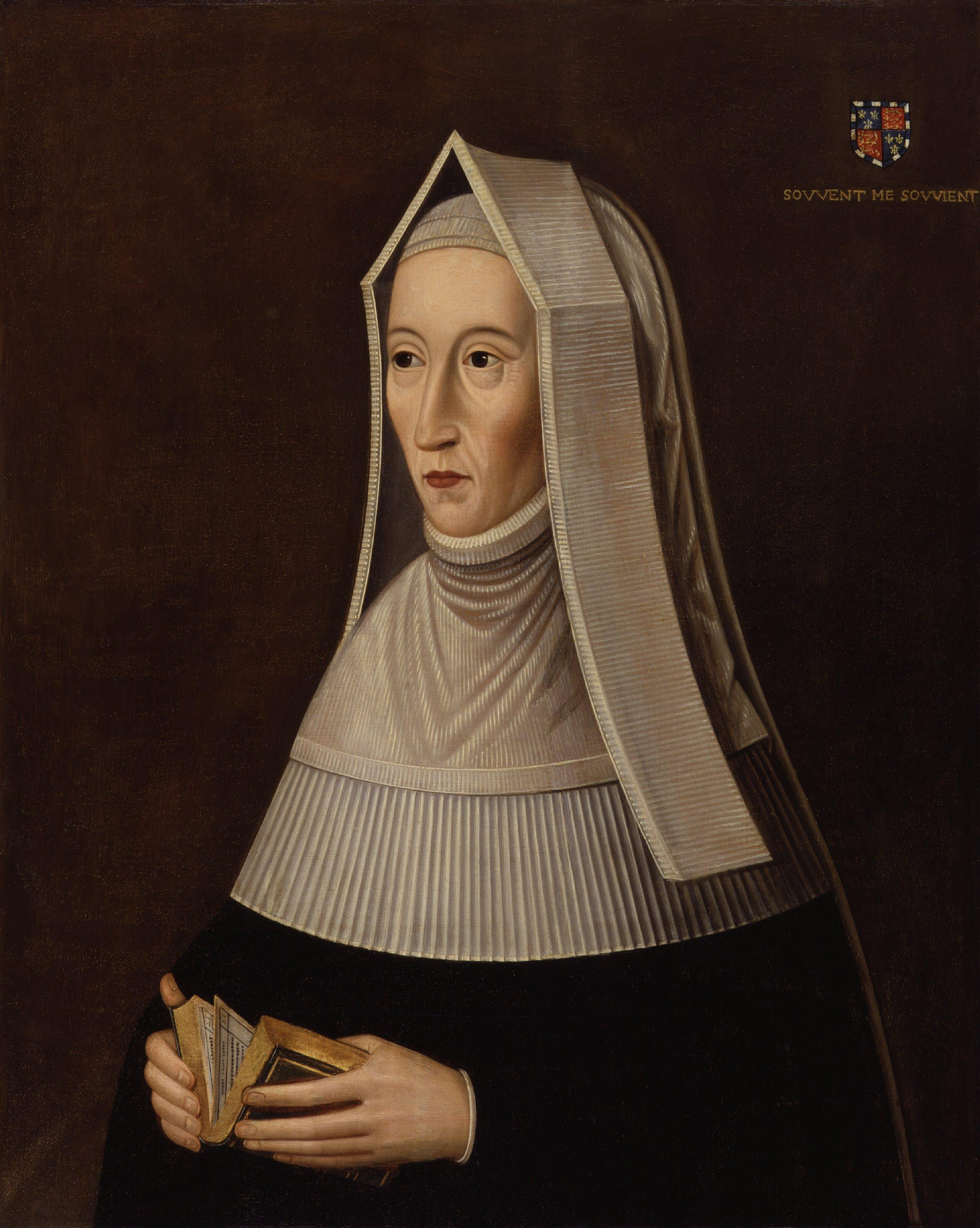
校名の由来となったマーガレット・ボーフォート

レディ・マーガレット・ホール（Lady Margaret Hall、LMH）は、オックスフォード大学のカレッジ。1879年に女子専用のカレッジとして開校し、1979年に男子の受け入れを開始した。名はマーガレット・ボーフォートに由来する。

## 著名な出身者
- ガートルード・ベル、旅行家
- ベナジル・ブット、元パキスタン首相
- ニール・ファーガソン、疫学者
- マイケル・ゴーブ、政治家
- ナイジェラ・ローソン、ジャーナリスト、有名のテレビ料理番組の司会者
- イライザ・マニンガム・ブラー、元MI5長官
- バーバラ・ミルズ、元検察局長
- ダイアナ・クイック、女優
- ドミニク・ラーブ、政治家
- マリナ・ワーナー、作家
- メアリー・ウォーノック、哲学者
- C・V・ウェッジウッド、歴史家
- アン・ウィデコム、政治家
- マララ・ユスフザイ、史上最年少のノーベル賞受賞者、女性教育活動家

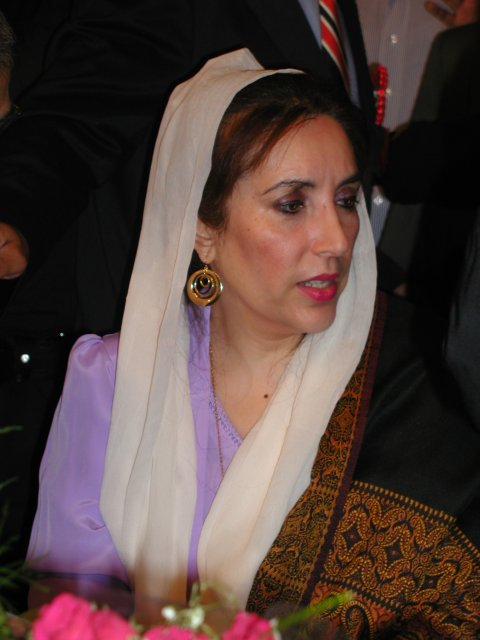
ベナジル・ブット、前パキスタン首相
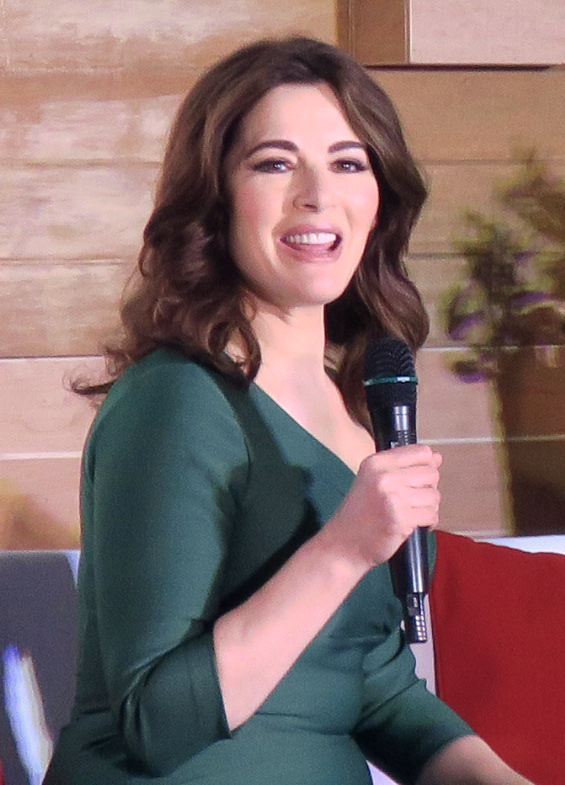
ナイジェラ・ローソン、ジャーナリスト、料理作家
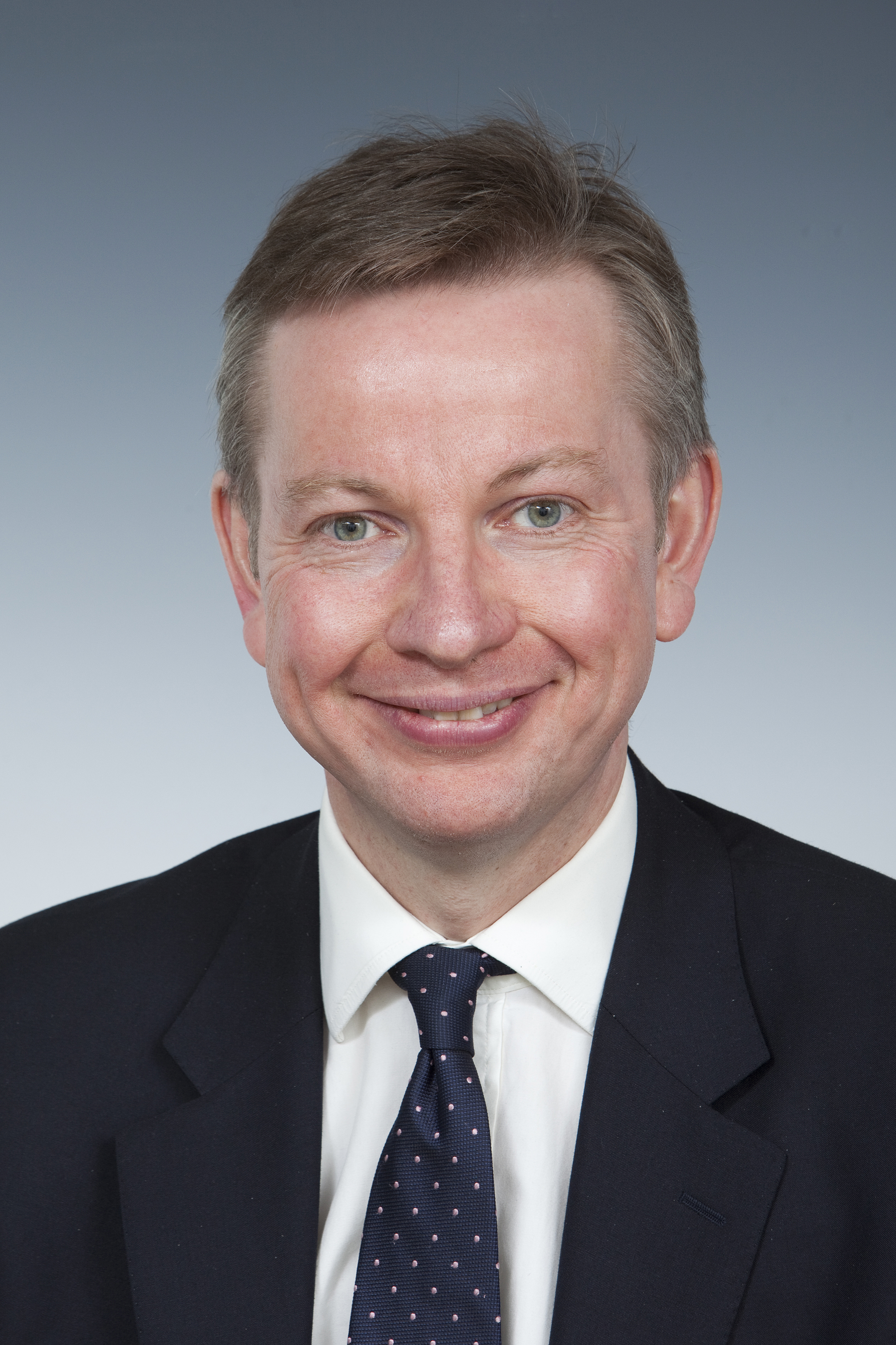
マイケル・ゴーブ、政治家
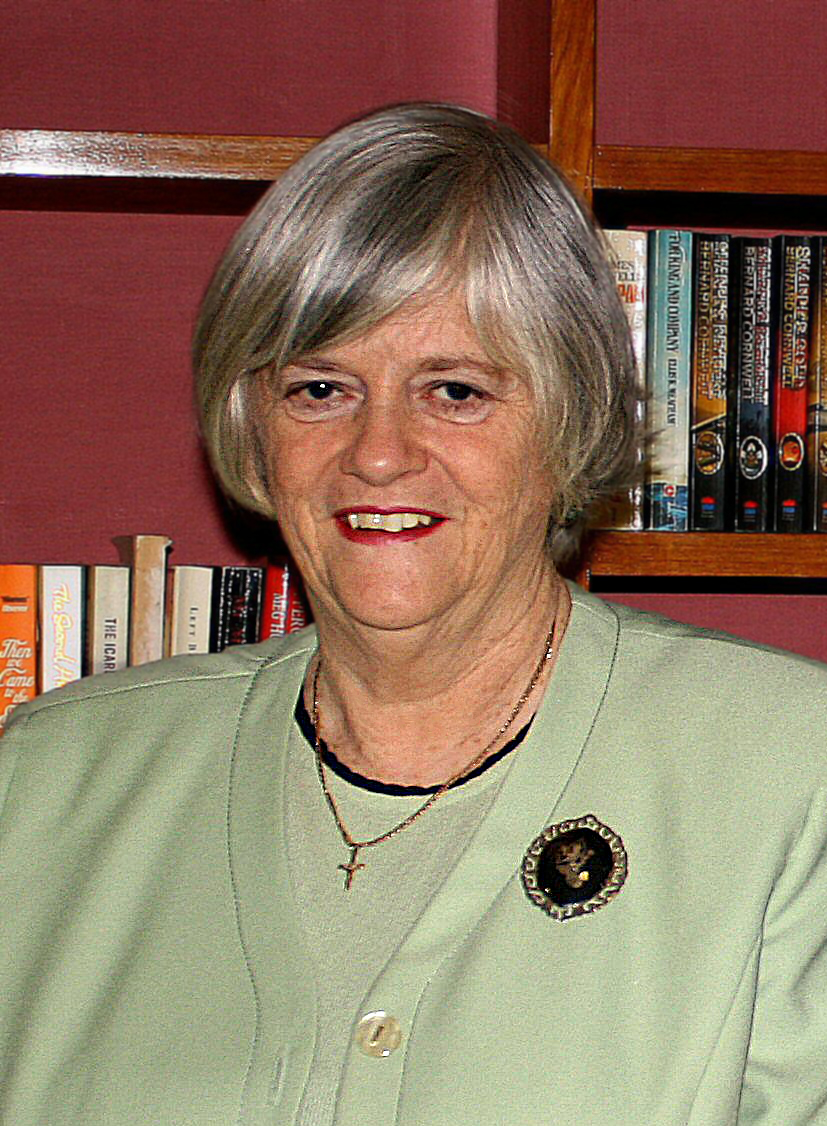
アン・ウィデコム、政治家
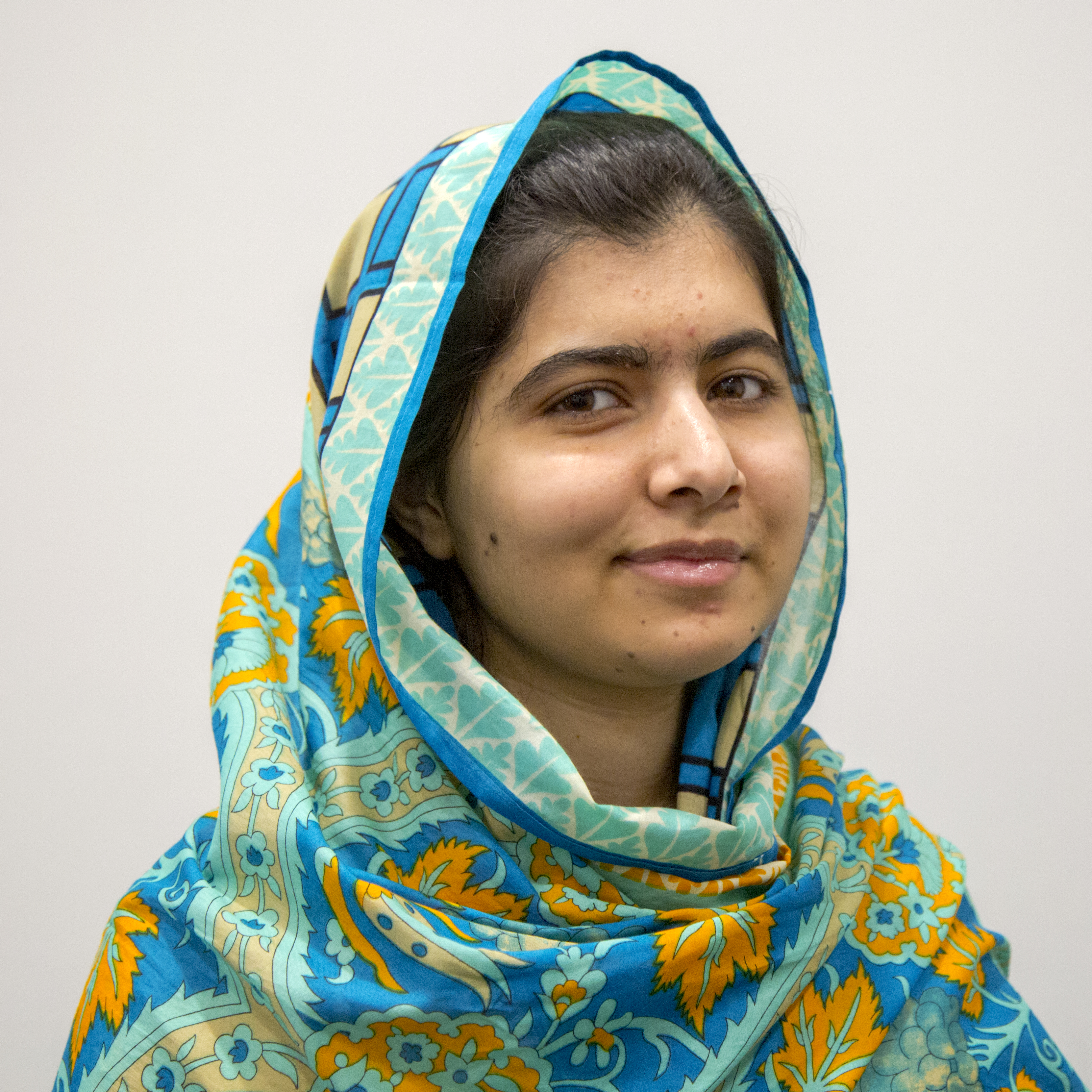
マララ・ユスフザイ、ノーベル平和賞受賞者、女子教育活動家
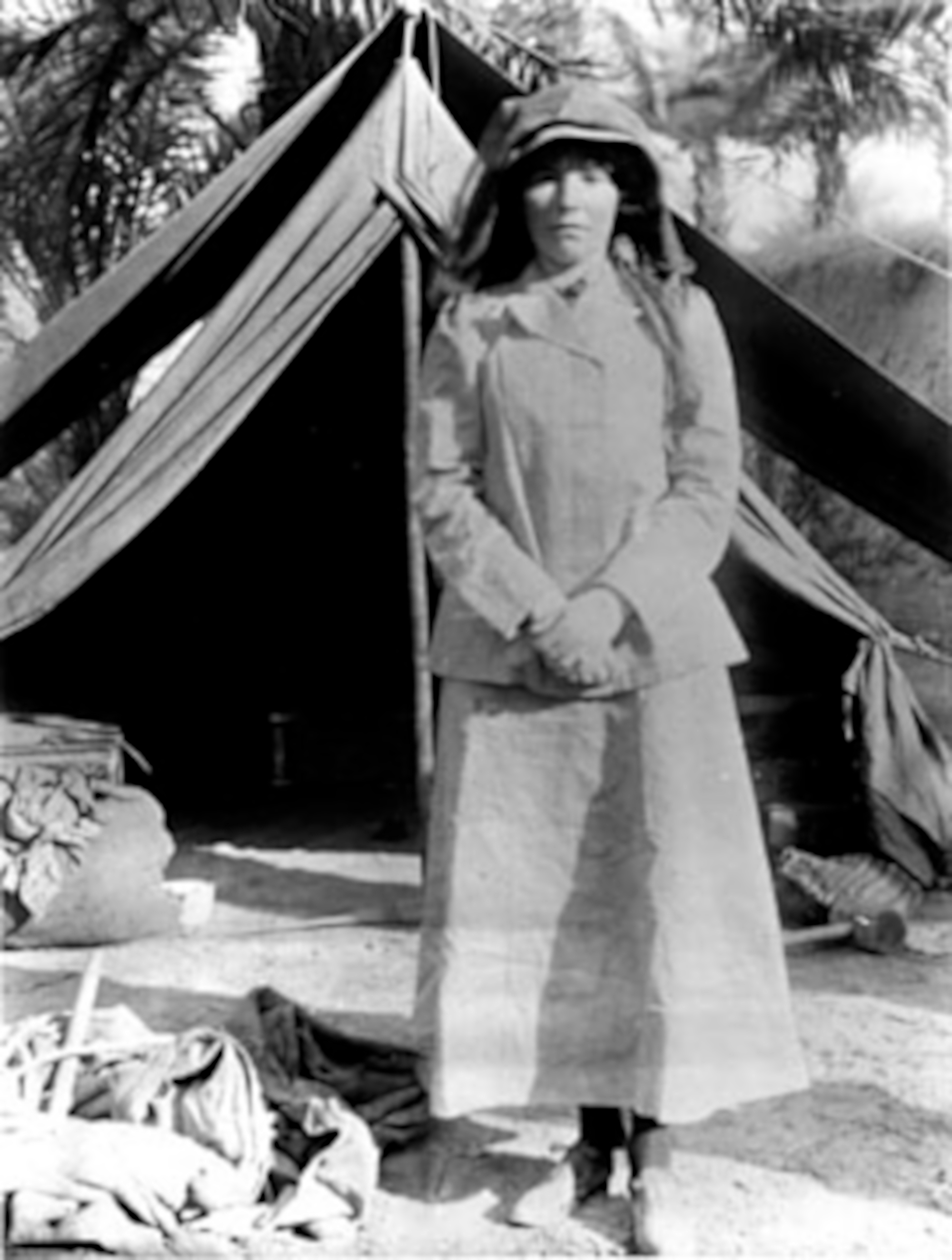
ガートルード・ベル、旅行家